# باب گیبسون (بازیکن فوتبال)
باب گیبسون (انگلیسی: Bob Gibson; ۵ اوت ۱۹۲۷ – مارس ۱۹۸۹ (۶۱−۶۲ سال)) بازیکن فوتبال اهل بریتانیا بود.
از باشگاه‌هایی که در آن بازی کرده‌است می‌توان به باشگاه فوتبال پیتربورو یونایتد، باشگاه فوتبال هال سیتی، باشگاه فوتبال اشینگتون، باشگاه فوتبال گیتزهد، باشگاه فوتبال لینکولن سیتی، و باشگاه فوتبال آبردین اشاره کرد.